# Ryota Morioka
Ryota Morioka (森岡 亮太, Morioka Ryota), né le 12 avril 1991, est un footballeur international japonais qui joue au poste de milieu de terrain au Vissel Kobe.

## Biographie

### Charleroi SC
Ryota Morioka joue, dans un premier temps, 15 matchs pour Charleroi en prêt d'Anderlecht. Il fait une bonne première impression. Notamment, lors de ses matchs pour les barrages de la Ligue Europa : il rentrera au jeu à la 63' pour enfoncer le score à la 80' face au Beerschot, il enverra une longue balle dans le camp Anversois pour que Victor Oshimen fasse but après moins d'une minute de jeu, et ouvrira 2 fois le score : une première fois après 10', lors de son premier match à Saint-Trond, le 31 mars 2019 (malheureusement il ne parviendra pas à faire gagner son équipe, qui s'inclinera 3-1), puis une seconde fois à 42' face à Westerlo, le 15 mai 2019 (score final : 0-2).
Il rejoint officiellement l'équipe première de Charleroi en juillet 2019, et dispute son premier match de phase classique face à la Gantoise, le 28 juillet de la même année. Il est alors âgé de 28 ans,.

#### Saison 2019/2020
Lors de la saison 2019/2020, Charleroi termine à la 3ème place du classement (derrière Bruges et Gand), dernier meilleur résultat en date de l'équipe. Morioka n'y est pas pour rien, il fut l'un des joueurs clés du Sporting, avec 100% de titularisation (29 matchs sur 29 possibles) pour 6 buts et 4 passes décisives. Bien qu'il soit à la base un milieu porté sur le jeu offensif, Morioka démontre cette saison-là que son jeu défensif est tout autant l'une de ses forces. A l'issue des 29 matchs de championnat, Morioka est tout simplement le meilleur récupérateur de la compétition, avec une moyenne de 8,93 ballons récupérés par match. Face aux deux seuls équipes supérieures au classement cette saison-là, Morioka prouve qu'il ne démérite pas, par d'excellentes performances : 17 ballons récupérés contre Bruges (1er) et 12 contre la Gantoise (2ème).
Le 11 octobre 2021, Morioka prolonge son contrat avec le RSC Charleroi jusqu'en 2024.

#### Saison 2021/2022
En 2021/2022, Ryota effectue sans doute sa meilleure saison offensivement avec Charleroi, avec 36 matchs joués (32 titularisations sur 40 possibles) pour 4 buts et 12 passes décisives. Il est le 3ème meilleur passeur du championnat, derrière Ito et Mercier. Conjointement à ces statistiques, le Sporting s'est hissé à la 6ème place à l'issue de la phase classique et à la 5ème place du classement final. Il s'agit du deuxième meilleur résultat du club en date, montrant sans doute toute l'importance de ce joueur pour l'équipe.